# MTV Video Music Award a legjobb koreográfiáért
Az MTV Video Music Award a legjobb koreográfiáért egyike annak a díjnak, melyet az első MTV Video Music Awards-díjátadó óta átadnak. A legtöbbször díjazott koreográfus Frank Gatson és Michael Rooney (5-5 díjazás), őket Trevis Payne és Lavelle Smith Jnr követik 4 díjazással. A kategóriában kétszer nyert Paula Abdul és Spike Jonze (egyszer Richard Koufey-ként).
| Év   | Előadó                                   | Videó                                      | Koreográfus(ok)                                                  |
| ---- | ---------------------------------------- | ------------------------------------------ | ---------------------------------------------------------------- |
| 1984 | Michael Jackson                          | Thriller                                   | Michael Peters és Michael Jackson                                |
| 1985 | Elton John                               | Sad Songs (Say So Much)                    | David Atkins                                                     |
| 1986 | Prince & The Revolution                  | Raspberry Beret                            | Prince                                                           |
| 1987 | Janet Jackson                            | Nasty                                      | Paula Abdul                                                      |
| 1988 | Janet Jackson                            | The Pleasure Principle                     | Barry Lather                                                     |
| 1989 | Paula Abdul                              | Straight Up                                | Paula Abdul                                                      |
| 1990 | Janet Jackson                            | Rhythm Nation                              | Anthony Thomas és Janet Jackson                                  |
| 1991 | C+C Music Factory                        | Gonna Make You Sweat (Everybody Dance Now) | Jamale Graves                                                    |
| 1992 | En Vogue                                 | My Lovin' (You're Never Gonna Get It)      | Travis Payne, LaVelle Smith Jnr és Frank Gatson                  |
| 1993 | En Vogue                                 | Free Your Mind                             | Travis Payne, LaVelle Smith Jnr és Frank Gatson                  |
| 1994 | Salt-N-Pepa az En Vogue közreműködésével | Whatta Man                                 | Travis Payne, Frank Gatson és Randy Connors                      |
| 1995 | Michael Jackson és Janet Jackson         | Scream                                     | Travis Payne, LaVelle Smith Jnr, Tina Landon, and Sean Cheeseman |
| 1996 | Björk                                    | It's Oh So Quiet                           | Michael Rooney                                                   |
| 1997 | Beck                                     | The New Pollution                          | Peggy Hickley                                                    |
| 1998 | Madonna                                  | Ray of Light                               | Madonna                                                          |
| 1999 | Fatboy Slim                              | Praise You                                 | Richard Koufey (Spike Jonze) és Michael Rooney                   |
| 2000 | ’N Sync                                  | Bye Bye Bye                                | Darrin Henson                                                    |
| 2001 | Fatboy Slim                              | Weapon of Choice                           | Michael Rooney, Spike Jonze és Christopher Walken                |
| 2002 | Kylie Minogue                            | Can’t Get You out of My Head               | Michael Rooney                                                   |
| 2003 | Beyoncé Jay-Z közreműködésével           | Crazy in Love                              | Frank Gatson, Jr. és LaVelle Smith Jnr                           |
| 2004 | The Black Eyed Peas                      | Hey Mama                                   | Fatima Robinson                                                  |
| 2005 | Gwen Stefani                             | Hollaback Girl                             | Kishaya Dudley                                                   |
| 2006 | Shakira Wyclef Jean közreműködésével     | Hips Don't Lie                             | Shakira                                                          |
| 2007 | Justin Timberlake T.I. közreműködésével  | My Love                                    | Marty Kudelka                                                    |
| 2008 | Gnarls Barkley                           | Run                                        | Michael Rooney                                                   |
| 2009 | Beyoncé                                  | Single Ladies (Put a Ring on It)           | Frank Gatson és JaQuel Knight                                    |
| 2010 | Lady Gaga                                | Bad Romance                                | Laurie Ann Gibson                                                |
| 2011 | Beyoncé                                  | Run the World (Girls)                      | Frank Gatson, Sheryl Murakami és Jeffrey Page                    |
| 2012 | Chris Brown                              | Turn Up the Music                          | Anwar "Flii" Burton                                              |
| 2013 | Bruno Mars                               | Treasure                                   | Bruno Mars                                                       |
| 2014 | Sia                                      | Chandelier                                 | Ryan Heffington                                                  |